# Anna Russo
Anna Russo (Napoli, 1965) è una scrittrice italiana per ragazzi.

## Biografia
Anna Russo è nata nel 1965.
Dopo aver pubblicato El cante flamenco, per Stampa Alternativa nel 2001, esordisce nella narrativa per ragazzi nel 2005, con La bambina Babilonia, con cui è stata segnalata al Premio Cento ed. 2005. Nel 2006, pubblica con Einaudi Ragazzi Pao alla conquista del mondo e nel 2007 il romanzo epistolare atipico, Caro Hamid, fratello lontano, (vincitore nel 2010 del Premio Stefano Gay-Tachè).
Nel 2010 esce Il Baffo del dittatore edito da Mursia. Con la casa editrice Alacran sempre nel 2010 esce Chuang Tse e il primo imperatore. Il testo si basa sul primo libro di storiografia esistente al mondo: il libro dei mari e dei monti.
Nel 2011 pubblica in inglese, con Smashwords - Usa, il testo onirico Seven Billion.
Segue nel 2012 la versione inglese di Pao alla conquista del mondo (Pao Conquers the World, A new life 2012).

## Opere
- El cante flamenco: origini, storia e miti del popolo gitano attraverso i suoi canti, Stampa alternativa, Roma-Viterbo 2001
- La bambina Babilonia, illustrazioni di Tiziana Romanin, Salani, Milano 2005
- Pao alla conquista del mondo, illustrazioni di Giovanni Da Re, Einaudi ragazzi, San Dorligo della Valle 2006
- Caro Hamid, fratello lontano, illustrazioni di Giulia Orecchia, EL, San Dorligo della Valle 2007
- Ibrahim, il bambino del campo, illustrazioni di Daria Petrilli, Fatatrac, Firenze 2008
- Il baffo del dittatore, Mursia, Milano 2010
- Chuang Tse e il primo imperatore, Alacran, Milano 2010
- Alfabeto magico: storie di formule e incantesimi, New Life, S.l. 2013